# Leo Gottstein

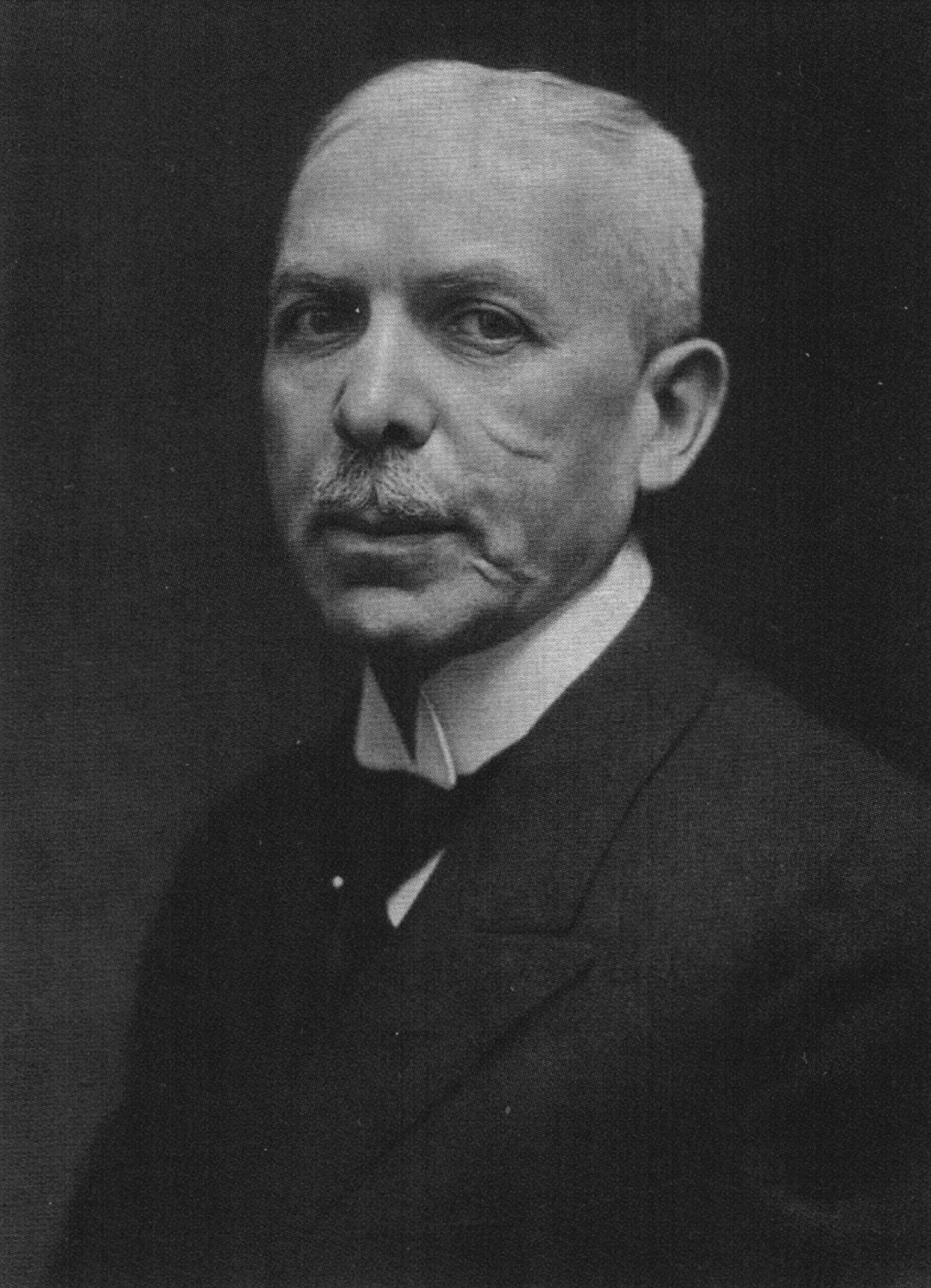
Leo Gottstein

Leo Gottstein (* 26. Mai 1860 in Breslau; † 31. Januar 1922 in Weimar) war ein deutscher Industrieller.

## Leben
Leo Gottstein entstammte einer jüdischen Kaufmannsfamilie. Er studierte vergleichende Anatomie, später Chemie und wurde in Straßburg promoviert. Er fasste den Entschluss, ein Zellstoffwerk zu gründen und sammelte ein Aktienkapital von 360.000 Mark bei Investoren ein. Damit kaufte er das Grundstück "Feldmühle", eine alte ehemalige Stiftsmühle des Klosters Grüssau bei Liebau am Bober. 1886 konnte die Fabrik mit zwei Kochern in Betrieb genommen werden. 1891 folgte die Gründung eines zweiten Zellstoffwerkes in Cosel. 1895 wurde in beiden Unternehmungen auch die Papierfabrikation aufgenommen. Die Hauptverwaltung befand sich in Breslau. Seit 1906 beteiligte sich die Firma an der Pommerschen Zellstoff-Fabrik AG in Cavelwisch bei Stettin; 1910 übernahm man sie vollständig. Ein Jahr später wurde das neue Werk in Scholwin bei Stettin in Betrieb genommen. Ab 1919 ging Leo Gottstein in den Aufsichtsrat und sein Sohn Hans Gottstein (1887–1965) übernahm die Führung der Firma.
Leo Gottstein war mit einer Tochter von Moritz Behrend verheiratet, dem Besitzer der 1873 gegründeten Papierfabrik in Varzin.
Leos Bruder Adolf (1857–1941) leitete von 1919 bis 1924 das preußische Gesundheitswesen. Der Physiker Klaus Gottstein und der Mediziner Ulrich Gottstein sind Enkel von Leo.

## Schriften
- Dividendensteuer, Industrie und Ausland. Gedanken zur Sozial- und Finanzreform. Deichert, Leipzig 1908.
- Besteuerung der Arbeit. Betrachtungen zum Entwurf eines Elektrizitäts- und Gassteuergesetzes. Deichert, Leipzig 1908.
- Wollt ihr Waffenstillstand oder Frieden? Otto Elsner, Berlin 1916.
- Zum neuen Deutschland. Betrachtungen eines Nichtpolitikers. Otto Elsner, Berlin 1917.
- Der Weg zum Frieden. Otto Elsner, Berlin 1917.